# Bảo tàng Địa chất Jan Ziomek ở Łódź
Bảo tàng Địa chất Jan Ziomek ở Łódź (tiếng Ba Lan: Muzeum Geologiczne im. Jana Ziomka w Łodzi) là một bảo tàng tọa lạc tại số 31 Phố Kopcińskiego, Łódź, Ba Lan. Bảo tàng hoạt động trong Khoa Khoa học Địa lý của Đại học Łódź. Trụ sở của Bảo tàng nằm ngay cạnh trụ sở của Khoa.

## Lịch sử
Bảo tàng Địa chất Jan Ziomek ở Łódź chính thức mở cửa đón công chúng vào tháng 5 năm 2000. Người sáng lập và là giám đốc của Bảo tàng là nhà địa chất Jan Ziomek.

## Triển lãm
Bộ sưu tập của Bảo tàng Địa chất Jan Ziomek ở Łódź hiện đang bao gồm các triển lãm thường trực sau:
- "Thế giới của khoáng sản"
- "Đá xây dựng và trang trí trong kiến trúc"
- "Bản chất của Łódź và Vùng Łódź"
- "Tinh thể trong tự nhiên và công nghệ"

Ngoài các hoạt động triển lãm, Bảo tàng Địa chất Jan Ziomek còn thực hiện nghiên cứu khoa học (bao gồm địa chất, bảo vệ thiên nhiên, thạch học, và các thứ khác). Bên cạnh đó, Bảo tàng cũng tổ chức các lớp học.

## Giờ mở cửa
Bảo tàng Địa chất Jan Ziomek ở Łódź hoạt động quanh năm, mở cửa tất cả các ngày trong tuần trừ cuối tuần. Khách tham quan phải trả phí vào cửa, riêng thứ Năm khách tham quan được vào cửa miễn phí.